# Bosco di Castelpagano e Torrente Tammarecchia
Bosco di Castelpagano e Torrente Tammarecchia este o arie protejată (arie specială de conservare — SAC, sit de importanță comunitară — SCI) din Italia întinsă pe o suprafață de 3.061 ha, integral pe uscat.

## Localizare
Centrul sitului Bosco di Castelpagano e Torrente Tammarecchia este situat la coordonatele 41°21′42″N 14°47′26″E / 41.361667°N 14.790556°E.

## Înființare
Situl Bosco di Castelpagano e Torrente Tammarecchia a fost declarat sit de importanță comunitară în mai 1995 pentru a proteja 35 de specii de animale. Situl a fost protejat și ca arie specială de conservare în mai 2019.

## Biodiversitate
Situată în ecoregiunea mediteraneană, aria protejată conține 2 habitate naturale: Râuri mediteraneene cu debit permanent și vegetație de Glaucium flavum, Pseudostepă cu ierburi și specii anuale de Thero-Brachypodietea.
La baza desemnării sitului se află mai multe specii protejate:
- păsări (25): ciocârlie-de-câmp (Alauda arvensis), pescăruș albastru (Alcedo atthis), fâsă-de-câmp (Anthus campestris), ciocârlie-cu-degete-scurte (Calandrella brachydactyla), caprimulg (Caprimulgus europaeus), barză albă (Ciconia ciconia), erete cenușiu (Circus pygargus), porumbel gulerat (Columba palumbus), prepeliță (Coturnix coturnix), șoim de iarnă (Falco columbarius), muscar-gulerat (Ficedula albicollis), sfrâncioc roșiatic (Lanius collurio), sfrânciocul cu frunte neagră (Lanius minor), sitar de mâl (Limosa limosa), ciocârlie de bărăgan (Melanocorypha calandra), gaia neagră (Milvus migrans), gaia roșie (Milvus milvus), stârc de noapte (Nycticorax nycticorax), viespar (Pernis apivorus), sitar de pădure (Scolopax rusticola), turturică (Streptopelia turtur), sturzul viilor (Turdus iliacus), mierlă (Turdus merula), sturz-cântător (Turdus philomelos), sturzul de vâsc (Turdus viscivorus)
- amfibieni (2): Bombina pachypus, Triturus carnifex
- mamifere (4): lupul (Canis lupus), liliac comun (Myotis myotis), liliacul mare cu potcoavă (Rhinolophus ferrumequinum), liliacul mic cu potcoavă (Rhinolophus hipposideros)
- nevertebrate (1): Austropotamobius pallipes
- pești (3): Alburnus albidus, Barbus tyberinus, Rutilus rubilio

Pe lângă speciile protejate, pe teritoriul sitului au mai fost identificate 3 specii de amfibieni, 3 specii de nevertebrate, 5 specii de reptile.